# Morra-Gambit
|   | a | b | c | d | e | f | g | h |   |
| 8 |   |   |   |   |   |   |   |   | 8 |
| 7 |   |   |   |   |   |   |   |   | 7 |
| 6 |   |   |   |   |   |   |   |   | 6 |
| 5 |   |   |   |   |   |   |   |   | 5 |
| 4 |   |   |   |   |   |   |   |   | 4 |
| 3 |   |   |   |   |   |   |   |   | 3 |
| 2 |   |   |   |   |   |   |   |   | 2 |
| 1 |   |   |   |   |   |   |   |   | 1 |
|   | a | b | c | d | e | f | g | h |   |

Morra-Gambit
Das Morra-Gambit (auch: Smith-Morra-Gambit oder Sizilianisches Mittelgambit) ist eine Variante der Sizilianischen Verteidigung, einer zu den halboffenen Spielen zählenden Eröffnung des Schachspiels. Der ECO-Code lautet B20 für alle Varianten nach 2. d2–d4 und B21 für die Varianten nach 3. c2–c3.
Es entsteht nach den Zügen
1. e2–e4 c7–c5

2. d2–d4 c5xd4

3. c2–c3.
Bei diesem Gambit geht es Weiß darum, seine Entwicklung so schnell wie möglich abzuschließen und über die Linien Druck auf die gegnerische Stellung auszuüben.
Schlägt Schwarz den Bauern, nimmt Weiß diesen mit dem Damenspringer wieder und wird sich durch die Züge Sf3, Lc4 und die kurze Rochade weiter aufbauen. Weiß erlangt leichten Entwicklungsvorsprung sowie in den meisten Varianten Druck auf der d-Linie, teils auch auf den gegnerischen Damenflügel durch De2, Tfd1 mit den Bauervorstößen e4–e5 und b2–b4.
Das Prinzip des Morra-Gambits ist es weniger, scharfes Spiel anzustreben, wenngleich dies nach fehlerhaften schwarzen Entgegnungen auch vorkommen kann. Vielmehr erhält Weiß für den Bauern eine langfristige positionelle Kompensation, wie sie für moderne Gambitspiele (z. B. das Wolga-Gambit) typisch ist. Allerdings ist fraglich, ob Weiß für den geopferten Bauern ausreichende Kompensation erhält, denn anders als beim Wolga-Gambit opfert Weiß im Morra-Gambit einen wertvollen Zentral- und keinen Randbauern, wofür der Gewinn eines einzigen Tempos (das Schlagen mit dem Damenspringer auf c3) allgemein nicht als ausreichend angesehen wird.
Bei ungenauem Spiel kann Schwarz aber große Probleme bekommen. Daher erfreut sich dieses Gambit vor allem in Amateurkreisen einer gewissen Beliebtheit.
Eine typische Stellung entsteht nach den weiteren Zügen 3. … d4xc3 4. Sb1xc3 Sb8–c6 5. Sg1–f3 e7–e6 6. Lf1–c4 d7–d6 7. 0–0 Sg8–f6 8. Dd1–e2 Lf8–e7 9. Tf1–d1 e6–e5 mit Kompensation für den geopferten Bauern.
Nach 5. … e7–e6 6. Lf1–c4 Sg8–f6 7. 0–0 Dd8–c7 8. Dd1–e2?! Sf6–g4! 9. h2–h3 ?? (oder 9. Lc4–b3 ??) Sc6–d4! tappt Weiß in die „sibirische Falle“.
Nach 5. … d7–d6 6. Lf1–c4 Sg8–f6 geht schon 7. e4–e5 . 7. … d6xe5 8. Dd1xd8+ Sc6xd8 9. Sc3–b5 Tb8 10. Sf3xe5 erhält Weiß die Initiative.
|   | a | b | c | d | e | f | g | h |   |
| 8 |   |   |   |   |   |   |   |   | 8 |
| 7 |   |   |   |   |   |   |   |   | 7 |
| 6 |   |   |   |   |   |   |   |   | 6 |
| 5 |   |   |   |   |   |   |   |   | 5 |
| 4 |   |   |   |   |   |   |   |   | 4 |
| 3 |   |   |   |   |   |   |   |   | 3 |
| 2 |   |   |   |   |   |   |   |   | 2 |
| 1 |   |   |   |   |   |   |   |   | 1 |
|   | a | b | c | d | e | f | g | h |   |

Standardstellung des angenommenen Morra-Gambits nach 9. Tf1–d1
Wenn Schwarz sich nicht besonders gut auskennt, ist es ratsam, das Gambit abzulehnen. Nach 3. … d7–d5 oder 3. … Sg8–f6 geht die Eröffnung in Varianten über, wie sie in der Sizilianischen Verteidigung mit 2. c3 üblicherweise entstehen. Lehnt Schwarz das Morra-Gambit durch 3. … d4–d3 ab, so entstehen eigenständige Varianten, Schwarz kann damit aber auch die Überleitung in eine Igelstellung anstreben.
Sporadisch gespielt wurde das Morra-Gambit bereits von Tartakower. Näher analysiert wurde es jedoch erst in den 1940er Jahren von seinem französischen Namensgeber Pierre Morra (1900–1969). Die Erprobung in den Turniersälen der Großmeister verdankt das Gambit allerdings dem Jugoslawen Milan Matulović, weshalb es in Osteuropa Anfang der 1960er Jahre gelegentlich auch nach ihm benannt wurde.
In den USA machte sich Ken Smith um die Popularisierung verdient, deswegen wird es dort Smith-Morra-Gambit genannt.
In jüngster Vergangenheit haben Großmeister wie Adams, Chandler, Minasjan oder Illescas dafür gesorgt, dass die Waffe Morra-Gambit nicht in Vergessenheit geriet.

## Allgemeine Betrachtungen und Spielprinzipien
Im angenommenen Morra-Gambit versucht Weiß, seine Figuren auf die positionell günstigsten Felder zu stellen. Nach Sg1–f3 kann der Springer über g5 die Felder e6 und f7 angreifen, nach Lf1–c4 unterstützt ihn der Läufer dabei. Die Türme werden meist auf die offene bzw. halboffene c- und d-Linie gestellt. Im Zweifelsfalle sollte Weiß die gegnerische Dame angreifen, die selten ein gutes Feld hat. Bleibt sie auf d8, kann sie mit Td1 angegriffen werden. Auf c7 ist sie anfällig gegen Sc3–b5, Lc1–f4 oder Tc1. Nach weiterem Dc7–b8 kann sie nur noch durch den Läufer f4 angegriffen werden; sie steht dort aber sehr schlecht und behindert den Turm auf a8. Nach Dd8–a5/b6 kann sie durch Bauernvorstöße oder Läufer angegriffen werden. In vielen Varianten ist es für Weiß möglich und teilweise auch nötig, auf d5 eine Leichtfigur zu opfern. Marc Esserman gibt Faustregeln an, wann man einen Springer oder Läufer opfern sollte:
1. Der schwarze d-Bauer sollte nach Möglichkeit noch nicht auf d6 stehen, um nach …exd5 und weißem e4xd5 selbst d5–d6 spielen zu können. Der Bauer lähmt dort oft den gesamten Damenflügel.
2. Wenn ein schwarzer Springer auf c6 steht, ist weißes e4xd5 mit einem Angriff auf den Springer verbunden, was die Stärke des Opfers steigert. Danach kann Weiß möglicherweise sofort d5–d6 spielen.
3. Der weiße weißfeldrige Läufer sollte nach Möglichkeit bereits Lc4–b3 gezogen haben. Einerseits ist er dann selbst nicht mehr so verwundbar gegen Angriffe wie …Sc6–a5, da der Läufer auf b3 durch den Bauern a2 verteidigt ist. Andererseits ist die c-Linie schneller für einen Turm frei.
4. Schwarz sollte mindestens einen, besser zwei Züge von der Rochade entfernt sein. Nach …0–0 ist ein Opfer auf d5 selten gut.
5. Falls Schwarz ein Tempo mit b5–b4 verschwendet, um den Springer auf c3 anzugreifen, gewinnt Sc3–d5 an Stärke.
6. Nach …Sc6–a5 steigen die Erfolgsaussichten von Lb3–d5.

## Variantenüberblick
Schwarz kann das Gambit entweder annehmen oder ablehnen:

### Annahme mit 3. … d4xc3 4. Sb1xc3
Mit 3. … d4xc3 4. Sb1xc3 nimmt Schwarz das Gambit an. Da Weiß keine konkreten Drohungen hat, stehen dem Schwarzen viele Aufbauten zur Verfügung, die sich oft an Varianten des offenen Sizilianers (2. Sg1–f3 d7–d6/e7e6/Sb8–c6 3. d2–d4 cxd4 4. Sf3xd4) orientieren. Weiß spielt, sofern nicht anders angegeben, 5. Sg1–f3, 6. Lf1–c4, 7. 0–0 8. Dd1–e2, 9. Tf1–d1 gefolgt von 10. Lc1–e3/f4/g5 (je nach schwarzem Aufbau) und 11. Ta1–c1.

#### Sibirische Falle
Ein Aufbau, der sich an der Taimanow-Variante orientiert, die sich durch …e7–e6, …Dd8–c7 und …Sb8–c6 auszeichnet, kann zur sibirischen Falle führen. Weiß sollte durch ein frühzeitiges Sc3–b5 die Dame auf c7 angreifen und dadurch weitere Tempi gewinnen.

#### Scheveninger Varianten
|   | a | b | c | d | e | f | g | h |   |
| 8 |   |   |   |   |   |   |   |   | 8 |
| 7 |   |   |   |   |   |   |   |   | 7 |
| 6 |   |   |   |   |   |   |   |   | 6 |
| 5 |   |   |   |   |   |   |   |   | 5 |
| 4 |   |   |   |   |   |   |   |   | 4 |
| 3 |   |   |   |   |   |   |   |   | 3 |
| 2 |   |   |   |   |   |   |   |   | 2 |
| 1 |   |   |   |   |   |   |   |   | 1 |
|   | a | b | c | d | e | f | g | h |   |

Die Scheveninger Variante des Morra-Gambits nach 4. … Sb8–c6 5. Sg1–f3 d7–d6 6. Lf1–c4 e7–e6 7. 0–0.
Aufbauten mit …e7–e6 gefolgt von …d7–d6 orientieren sich an der Scheveninger Variante. Es werden mehrere Untervarianten unterschieden:
- nach 4. … Sb8–c6 5. Sg1–f3 d7–d6 6. Lf1–c4 e7–e6 7. 0–0
  - 7. … Sg8–f6 8. Dd1–e2 8. Lf8–e7 9. Tf1–d1 droht Weiß 10. e4–e5 mit Angriff auf den Springer f6 und den Bauern d6, der nicht schlagen kann (10. … dxe5 11. Txd8 Damenverlust). Daher spielt Schwarz 9. … e6–e5, um das Feld zu blockieren, gibt aber dem Läufer c4 wieder die Sicht auf den schwachen Punkt f7 frei.
    - 9. … Dc7? (zuvor sollte Schwarz …a6 spielen um den folgenden Zug zu verhindern) 10. Sb5! Db8 11. Lf4 Der Läufer fesselt nun den d-Bauern an die schwarze Dame.
    - 9. … Ld7 10. Sb5 mit leichtem Vorteil für Weiß
    - 9. … e5 Dies ist die klassische Hauptvariante des Gambits und seine positionellste Fortsetzung. Viele Autoren empfehlen hier 10. h3 um …Lg4 zu verhindern was den Springer f3 fesseln würde. Nach weiterem …Lxf3 könnte Schwarz mit …Sd4 das schwache Feld d4 erobern. 10. Le3! 0–0 11. Tac1
      - 11. … Lg4 12. h3!
        - 12. … Lh5 13. g4! Lg6 14. Sh4! mit geringem weißem Vorteil
        - 12. … Lxf3 13. Dxf3 Tc8 14. De2! und Weiß steht ebenfalls etwas besser

      - 11. … Le6 12. b4! (12. Lxe6 fxe6 13. Dc4 Dd7!)
        - Sxb4 13. Sxe5 mit Angriff
        - 12. … a6 13. a3! Tc8?! 14. Lxe6!

      - 11. … Ld7 12. a3 mit Kompensation für den geopferten Bauern

  - nach Systemen mit … a7–a6 kann die Schwarze Dame nach c7 ziehen, da sie dort nun nicht mehr per Sc3–b5 angegriffen werden kann.
    - 7. … Le7 8. De2 a6 9. Td1 Dc7 10. Lf4! Se5?! 11. Lxe5! dxe5 12. Tac1 mit weißem Vorteil
    - 7. … Sf6 8. De2 a6 9. Td1 Dc7 10. Lf4!
      - 10. … Se5?! 11. Lb5+! mit Vorteil für Weiß
      - 10. … Le7 11. e5!?(?!) Sh5! 12. Lg5! und Schwarz steht etwas besser 11. … dxe5? 12. Sxe5 Sxe5 13. Lxe5 mit Vorteil für Weiß
      - 10. … Le7 11. Tac1! 0–0 12. Lb3
        - 12. … Td8/Te8/Ld7 13. Sd5!
        - 12. … Db8 13. e5! Sh5
          - 14. Lg5 dxe5 15. Lxe7 Sxe7 16. Sxe5 mit Kompensation für den geopferten Bauern
          - 14. Le3!? dxe5 15. Lb6! mit unklarer Stellung
- Die Chicago-Verteidigung wird durch das Turmmanöver Ta8–a7–d7 charakterisiert, wo er die schwarze Dame gegen den weißen Turm auf d1 schützt, und entsteht nach 4. … e7–e6, 5. … a7–a6, 6. … d7–d6, 7. … Sb8–c6, 8. … b7–b5 (mit Tempogewinn auf den Lc4) und anschließendem …Ta8–a7 und …Ta7–d7
- Die Finegold-Verteidigung entsteht nach 4. … d7–d6, 5. … e7–e6, 6. … a7–a6, 7. … Lf8–e7, 8. … Sg8–f6 geplant ist weiteres 9. … b7–b5 10. Lc4–b3 Sb8d7 Weiß kann jedoch mit 10. e4–e5 abweichen.

#### Systeme mit frühem …e7–e6, …Sg8–e7
|   | a | b | c | d | e | f | g | h |   |
| 8 |   |   |   |   |   |   |   |   | 8 |
| 7 |   |   |   |   |   |   |   |   | 7 |
| 6 |   |   |   |   |   |   |   |   | 6 |
| 5 |   |   |   |   |   |   |   |   | 5 |
| 4 |   |   |   |   |   |   |   |   | 4 |
| 3 |   |   |   |   |   |   |   |   | 3 |
| 2 |   |   |   |   |   |   |   |   | 2 |
| 1 |   |   |   |   |   |   |   |   | 1 |
|   | a | b | c | d | e | f | g | h |   |

Stellung nach 4. … Sb8–c6 5. Sg1–f3 e7–e6 6. Lf1–c4 mit geplantem …Sg8–e7 oder …Lf8–c5/b4
Systeme mit frühem …e7–e6, …Sg8–e7 möchten verhindern, dass der Springer nach …Sg8–f6 durch e4–e5 angegriffen werden kann wie in den Scheveninger Varianten. Geplant ist den Springer nach g6 zu ziehen. Weiß kann dies mit Lc1–g5 verhindern. Nach …h7–h6 oder …f7–f6 ist der Läufer angegriffen und muss wieder wegziehen; dafür ist die schwarze Bauernformation geschwächt. 4. … Sb8–c6 5. Sg1–f3 e7–e6 6. Lf1–c4
- 6. … Sg8–e7 7. Lc1–g5! mit Angriff
- 6. … a7–a6 7. 0–0 Sg8–e7 8. Lf1–g5!
  - 8. … f7–f6 9. Lg5–e3
    - 9. … Se7–g6 10. Lc4–b3 mit Angriff
    - 9. … b7–b5 10. Lc4–b3!
      - 10. … Lc8–b7 11. Sc3d5!?
      - 10. … Sc6–a5 11. Sf3–d4!

  - 8. h7–h6 9. Lg5–e3
    - 9. … Se7–g6 10. Lc4–b3
    - 9. … b7–b5 10. Lc4–b3

#### Systeme mit frühem …e7–e6, …Lf8–c5/b4
Systeme mit frühem …e7–e6, …Lf8–c5/b4 versuchen den Läufer vor dem Springer zu entwickeln, da er nach Sg8–e7 durch den Springer blockiert ist.
- 5. … Lb4? 6. Dd4!
- 5. … Lc5 6. Lc4 Se7 (d6 oder a6!?) 7. 0–0 a6 8. e5! und Weiß steht etwas besser
- 5. … Sc6 6. Lc4
  - 6. … Lc5 7. 0–0
    - 7. … Sge7 8. e5! mit leichtem weißen Vorteil
    - 7. … a6 und nun 8. e5?! mit Gegenspiel oder 8. Lf4! mit Angriff

  - 6. … Lb4 7. 0–0 Sge7 8. Dc2! mit Kompensation für den geopferten Bauern
  - 6. … a6 7. 0–0 Dc7 (d6!?) und nun 8. Te1! mit Angriff oder 8. Sd5!!

#### Drachenvarianten
Varianten mit … g7–g6 orientieren sich an der Drachenvariante oder dem beschleunigten Drachen. Weiß sollte nach Lf1–c4, möglichst noch vor der Rochade mit Dd1–b3 fortsetzen, da nun die Bauern auf f7 und b7 angegriffen sind.
- 4. … g7–g6 5. Sg1–f3 Lf8–g7 6. Lf1–c4 d7–d6?! 7. Dd1–b3!
- 4. … Sb8–c6 5. Sg1–f3 g7–g6 6. Lf1–c4 (6. h4?! Sf6 [6. … h5?! 7. Lc4])
  - 6. … d7–d6 7. Dd1–b3!
  - 6. … Lf8–g7 7. e4–e5! (7. 0–0?! d7–d6!, 7. Db3?! Sa5!) 7. … Sc6xe5 8. Sf3xe5 Lb7xe5 9. Lc4xf7+ Ke8xf7 10. Dd1–d5+
    - 10. … e6?
    - 10. … Kg7!

#### Taylor-Verteidigung
Die Taylor-Verteidigung entsteht nach 4. … Sb8–c6, 5. … d7–d6, 6. … a7–a6, 7. … Sg8–f6. Geplant ist den Springer auf f3 durch Lc8–g4 und anschließendes Lg4xf3 abzutauschen. Weiß kann zwischen 8. Le3, 8. b4 und 8. Lf4 wählen.

#### Systeme mit frühem …Lc8–b7
|   | a | b | c | d | e | f | g | h |   |
| 8 |   |   |   |   |   |   |   |   | 8 |
| 7 |   |   |   |   |   |   |   |   | 7 |
| 6 |   |   |   |   |   |   |   |   | 6 |
| 5 |   |   |   |   |   |   |   |   | 5 |
| 4 |   |   |   |   |   |   |   |   | 4 |
| 3 |   |   |   |   |   |   |   |   | 3 |
| 2 |   |   |   |   |   |   |   |   | 2 |
| 1 |   |   |   |   |   |   |   |   | 1 |
|   | a | b | c | d | e | f | g | h |   |

4. … a7–a6 5. Lf1–c4 e7–e6 6. Sg1–f3 b7–b5 7. Lc4–b3 Lf8–b7 8. 0–0
Nach frühem …Lc8–b7 droht Schwarz oft den Bauern e4 zu gewinnen. Beispielsweise 4. … a7–a6 5. Lf1–c4 e7–e6 (b5? 6. Lxf7+ Kxf7 7. Dd5+ nebst Dxa8) 6. Sg1–f3 b7–b5 7. Lc4–b3 Lf8–b7 nach 8. … b5–b4 ist der Springer c3 angegriffen und muss wegziehen. Danach ist der Bauer e4 nicht mehr verteidigt: 9. … Lb7xe4. Weiß kann mit 8. Dd1–e2 den Bauern verteidigen oder mit 8. 0–0 ein Opfer anbieten. 8. 0–0
- 8. … d7–d6 9. Sf3–g5! ein Zug der in den offenen Varianten des Sizilianers nicht zur Verfügung steht da der Springer bereits nach d4 gezogen hat. Geplant ist ein Figurenopfer auf e6/f7. Nach 9. … Sf6? folgt beispielsweise 10. e5! dxe5? 11. Dxd8+ Kxd8 12. Sxf7+
- 8. … b5–b4 9. Sc3–d5! exd5 10. exd5 Der weiße Bauer d5 hemmt nun den gesamten schwarzen Damenflügel. Außerdem droht d5–d6 was den König noch weiter einschnürt
  - 10. … Ld6 11. Te1+
    - 11. … Se7 12. Sg5! 0–0 13. Dh5! mit entscheidendem Vorteil
    - 11. … Kf8 12. Dd4! mit Vorteil für Weiß

  - 10. … d6
    - 11. Dd4!? mit unklarer Stellung
    - 11. Te1+! Le7 gefolgt von 12. Dd4!? oder 12. Sd4!? mit Angriff

### Ablehnungen
Ablehnungen im zweiten Zug sind nicht zu empfehlen: 1. e2–e4 c7–c5 2. d2–d4: Nach 2. … e7–e6 3. d4–d5 und 2. … d7–d6 3. dxc5 steht Weiß besser. 
Nach 2. … c5xd4 3. c2–c3 kann Schwarz mit 3. … dxc3 in die angenommene Variante übergehen oder mit 3. … d7–d6, 3. … Dd8–a5!? 4. Lc1–d2!, 3. … e7–e5!? und 3. … g7–g6!? eigenständige Varianten wählen. 
Bekannter nach 2. … c5xd4 3. c2–c3 sind: 
- 3. … d4–d3 4. Lf1xd3. Weiß baut nun häufig mit c3–c4 einen Maróczy-Aufbau auf wie sie im beschleunigten Drachen vorkommen kann. Auf 4. … d5? folgt jedoch 5. Lb5+! mit Bauerngewinn. 4. … a6 5. c4! d6 6. h3! g6 7. Sf3 Lg7 und nun entweder 8. Sc3?! Lxc3+! mit unklarer Stellung oder 8. 0–0 Sc6 9. a3 mit weißen Raumvorteil
- 3. … Sg8–f6! 4. e4–e5 Sf6–d5 geht zur Alapin-Variante über. 
  - 5. cxd4 führt zur Hauptvariante der Alapin-Variante
  - 5. Dxd4 e6 6. Sf3 bringt die Dame recht früh ins Spiel
  - 5. Sf3!? Die schärfste Fortsetzung. Weiß kann sich mit der Rückeroberung des Bauern Zeit lassen.
    - 5. … d6 6. Dxd4!? mit der Drohung Lb5+ (6. cxd4 führt zur Hauptvariante der Alapin-Variante: 6. … Sc6 7. Lc4 Sb6 8. Lb5 dxe5 9. Sxe5 Ld7)
    - 5. … e6 6. cxd4
      - 6. … d6 und nun 7. a3!? mit leichtem weißen Vorteil oder 7. Lc4!? mit ausgeglichener Stellung
      - 6. … b6

    - 5. … Sc6 6. Lc4!? Sb6 7. Lb3 
      - 7. … g6 8. Sg5! mit Angriff
      - 7. … d5 (oder d6) 8. exd6 Dxd6 9. 0–0 mit Angriff
- 3. … d7–d5 4. e4xd5 Dd8xd5 geht zur Alapin-Variante über.